# كيري بنتيفوليو
كيري بنتيفوليو (بالإنجليزية: Kerry Bentivolio)‏ (مواليد 6 أكتوبر 1951) كان ممثل مقاطعة ميشيغان الحادية عشر في مجلس النواب الأمريكي من 2013 إلى 2015. بنتيفوليو الجمهوري هزم المرشح الديمقراطي الطبيب سيد تاج في انتخابات 6 نوفمبر 2012. غادر المقعد ثاديوس ماكوتر الذي استقال من مجلس النواب في 6 يوليو 2012 والذي حل محله لفترة وجيزة الديمقراطي ديفيد كورسون من بليفيل بولاية ميشيغان. في محاولته الثانية للفوز بالمقعد هزم من قبل الجمهوري المحامي ديفيد تروت. أطلق حملة الكتابة في الانتخابات العامة في نوفمبر 2014 لكنه خسر مرة أخرى من تروت.
عملت بنتيفوليو كمصمم في صناعة السيارات لمدة عشرين عاما ثم مدرسا لمدة خمسة عشر عاما في المدارس والمؤسسات. يعتبر بنتيفوليو من قدامى المحاربين في القوات البرية للولايات المتحدة حيث شارك في حرب فيتنام وحرب الخليج الثانية وغزو العراق.